# Lista över falska vänner mellan svenska och tyska
Detta är en lista över falska vänner mellan svenska och tyska.
| Tyskt ord                | Betyder                                    | Liknande svenskt ord         | Tyskt ord för det liknande svenska                                               |
| ------------------------ | ------------------------------------------ | ---------------------------- | -------------------------------------------------------------------------------- |
| (Abonnement) abschließen | teckna (abonnemang)                        | avsluta (abonnemang)         | (Abonnement) kündigen                                                            |
| Alm                      | fjälläng, fäbodvall                        | alm                          | Ulme                                                                             |
| anmuten                  | förefalla                                  | anmoda                       | ersuchen, auffordern                                                             |
| artig                    | snäll, lydig (om barn)                     | artig                        | höflich                                                                          |
| Ansicht                  | vy, åsikt                                  | ansikte                      | Gesicht                                                                          |
| Ära                      | era                                        | ära                          | Ehre                                                                             |
| auf                      | på                                         | av                           | aus, von                                                                         |
| Autograph                | originalmanuskript                         | autograf                     | Autogramm                                                                        |
| Backe                    | kind, skinka (människas)                   | backe                        | Hügel                                                                            |
| befahren                 | åka på, beresta                            | befara                       | fürchten                                                                         |
| befallen                 | drabba                                     | befalla                      | befehlen                                                                         |
| bedanken                 | tacka                                      | betacka sig                  | verzichten                                                                       |
| behaglich                | gemytlig                                   | behaglig                     | anmutig                                                                          |
| bekommen                 | erhålla, få                                | bekomma                      | bekömmlich sein                                                                  |
| belebt                   | livlig, full av rörelse; starkt trafikerad | belevad                      | gesittet, höflich, artig, manierlich                                             |
| beschäftigt              | sysselsatt                                 | beskäftig                    | geschäftig, übereifrig                                                           |
| bleiben                  | förbli                                     | bli                          | werden                                                                           |
| blöd                     | dum, svagsint                              | blöt                         | nass                                                                             |
| Boden                    | grund, mark                                | Boden (svensk stad)          | Boden                                                                            |
| Bord                     | hylla                                      | bord                         | Tisch                                                                            |
| Borste                   | borst                                      | borste                       | Bürste                                                                           |
| Bulle                    | tjur, (slang) polis, snut                  | bulle                        | Hefestück                                                                        |
| Büchse                   | bössa                                      | byxa                         | Hose                                                                             |
| bunt                     | brokig                                     | bunt                         | Ansammlung, Stapel                                                               |
| Bär                      | björn                                      | bär                          | Beere                                                                            |
| Bögen                    | bågar, formulär, ark                       | bögen                        | der Schwule                                                                      |
| Büro                     | kontor                                     | byrå                         | Kommode                                                                          |
| Dom                      | domkyrka                                   | dom (juridik)                | Urteil                                                                           |
| eintreffen               | anlända                                    | inträffa                     | geschehen                                                                        |
| Enkel                    | barnbarn                                   | enkel                        | einfach                                                                          |
| Egge                     | harv                                       | egg                          | Schneide                                                                         |
| Fahrt                    | tur, resa                                  | fart                         | Geschwindigkeit                                                                  |
| fast                     | nästan                                     | fast                         | fest (adj), aber (konj)                                                          |
| ficken, Fick             | knulla                                     | fick                         | bekam (+ändelse), durfte (+ändelse)                                              |
| Fleisch                  | kött                                       | fläsk                        | Speck                                                                            |
| Flieder                  | syren                                      | fläder                       | Holunder                                                                         |
| Flocke                   | flinga                                     | flock                        | Herde, Schar                                                                     |
| frisch                   | färsk                                      | frisk                        | gesund                                                                           |
| ganz                     | helt                                       | ganska                       | ziemlich                                                                         |
| Gift                     | gift                                       | gift (att vara g. med någon) | verheiratet                                                                      |
| Glasauge                 | emaljöga, ögonprotes                       | glasögon                     | Brille                                                                           |
| Gosse                    | rännsten                                   | gosse                        | Junge, Knabe                                                                     |
| Gott                     | Gud                                        | gott                         | lecker, gut                                                                      |
| Hahn                     | tupp, (vatten)kran                         | hane                         | Männchen (om djur etc)                                                           |
| Halm                     | strå                                       | halm                         | Stroh                                                                            |
| Halsband                 | halsband (för djur)                        | halsband (för människor)     | Kette (betyder även kedja)                                                       |
| Hemd                     | skjorta                                    | hämnd                        | Rache                                                                            |
| Herd                     | spis                                       | herde                        | Hirte                                                                            |
| Hochzeit                 | bröllop                                    | högtid                       | Feiertag                                                                         |
| Hülle                    | hölje                                      | hylla                        | Regal                                                                            |
| Igel                     | igelkott                                   | igel                         | Egel                                                                             |
| Im Inland                | inom landet                                | i inlandet                   | im Binnenland                                                                    |
| Julklapp (nordtyska)     | anonym present i jultid                    | julklapp                     | Weihnachtsgeschenk                                                               |
| Junge                    | pojke                                      | Junge                        | Jugendlicher, Nachkomme                                                          |
| Kind                     | barn                                       | kind                         | Wange                                                                            |
| Kittel                   | arbetsblus, arbetsrock                     | kittel                       | Kessel                                                                           |
| klappen                  | fälla samman/fungera                       | klappa                       | klatschen                                                                        |
| Klo                      | toa                                        | klo                          | Kralle                                                                           |
| knacken                  | knaka, knäppa; bryta upp                   | knacka                       | klopfen                                                                          |
| Kopf                     | huvud                                      | kopp                         | Tasse                                                                            |
| Korb                     | korg                                       | korv                         | Wurst                                                                            |
| Kostüm                   | dräkt, kostym (kvinnor)                    | kostym                       | Anzug (män)                                                                      |
| Kreatur                  | varelse                                    | kreatur                      | Rind, Vieh                                                                       |
| Küken                    | fågelunge, kyckling                        | kuken                        | Schwanz (Penis)                                                                  |
| Latte                    | målribba (fotboll)                         | Kaffe latte                  | milchkaffee; Latte Macchiato, Kaffee verkehrt, Caffée Latte, Wiener Melange, etc |
| ledig                    | ogift                                      | ledig                        | frei                                                                             |
| Langfinger               | (fick-)tjuv                                | långfinger                   | Mittelfinger                                                                     |
| Lohn                     | lön                                        | lån                          | Kredit                                                                           |
| Lumpen                   | lump, trasa                                | lumpen                       | Wehrdienst                                                                       |
| Lump                     | kanalje, usling                            | lump (trasa)                 | Lumpen                                                                           |
| Löwe                     | lejon                                      | löv                          | Blatt, Laub                                                                      |
| Mangel                   | brist, avsaknad                            | mangel                       | Wäscherolle (kallas också Mangel på tyska)                                       |
| Menü                     | meny (restaurangens rätter)                | meny (matsedel)              | Speisekarte                                                                      |
| Maut                     | vägavgift                                  | muta                         | Bestechung                                                                       |
| Masse (Maße)             | mått                                       | massa                        | Menge (kallas även för Masse)                                                    |
| merklich                 | påtaglig                                   | märklig                      | bemerkenswert; merkwürdig                                                        |
| Milieu(de)               | social miljö mm                            | miljö (ren natur, luft mm)   | Umwelt(de)                                                                       |
| Mittelalter(de)          | medeltiden                                 | medelåldern                  | Lebensmitte                                                                      |
| moderieren               | fungera som programledare                  | moderera                     | mäßigen                                                                          |
| Mutter                   | mamma                                      | mutter                       | Schraubenmutter(de)                                                              |
| Mutwille(de)             | övermod, okynne                            | motvilja                     | Widerwille                                                                       |
| merklich                 | märkbar                                    | märklig                      | merkwürdig                                                                       |
| möglich                  | möjlig                                     | möglig                       | schimmelig                                                                       |
| niedrig                  | låg                                        | nedrig                       | gemein, niederträchtig                                                           |
| Ost                      | öst                                        | ost                          | Käse                                                                             |
| Obst                     | frukt                                      | ost                          | Käse                                                                             |
| ordinär                  | tarvlig, vulgär                            | ordinär                      | gewöhnlich, alltäglich                                                           |
| Pension                  | pensionat                                  | pension                      | Rente                                                                            |
| Pfeil                    | pil (symbolen, vapnet)                     | pil (trädet)                 | Weide                                                                            |
| Pferd                    | häst                                       | färd                         | Fahrt                                                                            |
| planieren                | jämna ut marken                            | planera                      | planen                                                                           |
| Praktik                  | förfaringssätt, knep                       | praktik                      | Praxis                                                                           |
| Prospekt                 | broschyr, flygblad                         | prospekt                     | Aussicht                                                                         |
| Quaste                   | tofs, vippa                                | kvast                        | Besen                                                                            |
| Rad                      | hjul, cykel                                | rad                          | Reihe                                                                            |
| Rad                      | hjul                                       | ratt                         | Lenkrad                                                                          |
| rar                      | sällsynt                                   | rar                          | nett, liebenswert                                                                |
| rasen                    | rusa, köra snabbt                          | se Rasen                     | se Rasen                                                                         |
| Rasen                    | gräsmatta                                  | (djur-)ras                   | die Rasse                                                                        |
| Rasen                    | gräsmatta                                  | (börs-)ras                   | der Sturz                                                                        |
| Rente                    | pension                                    | ränta                        | Zins                                                                             |
| ringen                   | brottas, kämpa                             | ringa                        | läuten                                                                           |
| riesig                   | jättestor                                  | risig                        | struppig                                                                         |
| Rock                     | kjol                                       | rock (plagg)                 | Mantel, i äldre litteratur även (Waffen-)Rock                                    |
| Russin                   | rysk kvinna                                | russin                       | Rosine                                                                           |
| räsonieren               | gorma, kverulera                           | resonera                     | diskutieren, mit jmd. über etw. sprechen                                         |
| Rätsel                   | gåta                                       | rädsla                       | Angst                                                                            |
| Samen                    | spermier                                   | same                         | der Lappländer                                                                   |
| Schal                    | halsduk                                    | schal                        | Halstuch                                                                         |
| Schlange                 | orm, kö                                    | slang                        | Schlauch                                                                         |
| scheren                  | klippa                                     | skära                        | schneiden (Men: Haare schneiden=klippa håret)                                    |
| schicklich               | passande                                   | skicklig                     | geschickt, fähig                                                                 |
| Schlacht                 | militärt slag                              | slakt                        | Schlachten                                                                       |
| schlecht                 | dålig                                      | släkt                        | Geschlecht                                                                       |
| Schnabel                 | näbb                                       | snabel                       | Rüssel                                                                           |
| schnell                  | snabb                                      | snäll                        | lieb, nett                                                                       |
| Sekt                     | mousserande vin                            | sekt                         | Sekte                                                                            |
| selbstgeschrieben        | egenhändigt skriven                        | självskriven                 | geboren, wie geschaffen                                                          |
| Semester                 | (studie)halvår, termin                     | semester                     | Urlaub, Ferien                                                                   |
| sofort                   | genast                                     | så fort                      | so schnell                                                                       |
| spotten                  | håna                                       | spotta                       | spucken                                                                          |
| springen                 | hoppa                                      | springa                      | rennen, laufen                                                                   |
| Steg                     | brygga, planka                             | steg                         | Schritt, Stufe (trappsteg)                                                       |
| Stock                    | stam                                       | stock                        | Stamm                                                                            |
| Stunde                   | timme                                      | stund                        | Weile                                                                            |
| Stroh                    | halm                                       | strå                         | Halm                                                                             |
| Tag                      | dag                                        | tag                          | nehmen (i böjd form)                                                             |
| tappen                   | treva, famla                               | tappa                        | verlieren, fallen lassen                                                         |
| Tasse                    | kopp                                       | tass                         | Pfote                                                                            |
| Termin                   | möte, en tid att passa                     | (studie-)termin              | Semester                                                                         |
| Trafik (Österrike)       | pressbyrån                                 | trafik                       | Verkehr                                                                          |
| Tunte                    | fjolla                                     | tönt                         | Trottel, Flasche                                                                 |
| übergeben                | kräkas; överlämna                          | överge                       | verlassen                                                                        |
| um                       | runt, kring                                | om                           | wenn, über                                                                       |
| ungefährlich             | ofarlig, riskfri                           | ungefärlig                   | ungefähr (adj.)                                                                  |
| sich verhören            | höra fel                                   | förhöra sig                  | sich erkundigen                                                                  |
| verlassen                | överge, lämna (ngt. el. ngn.)              | förlåta                      | verzeihen                                                                        |
| viel                     | mycket                                     | fil                          | Datei (data), Feile (verktyg), Fahrspur (väg), Buttermilch (filmjölk)            |
| Vikar                    | prästvikarie                               | vikarie                      | Stellvertreter, Vertreter                                                        |
| Wahn                     | villfarelse, vansinne                      | vana                         | Gewohnheit                                                                       |
| Wohnung                  | lägenhet                                   | våning                       | Etage, Stockwerk                                                                 |
| Wurstbrot                | korvsmörgås                                | korvbröd                     | Hotdog-Brot (ordet används sällan)                                               |
| Öl                       | olja                                       | öl                           | Bier                                                                             |